# Fernand Bouisson

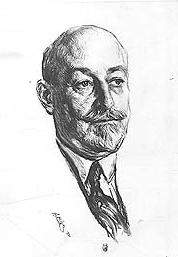
Fernand Bouisson

Fernand Bouisson (Constantine, Algerije, 16 juni 1874 - Antibes, 28 december 1959) was een Frans politicus.

## Biografie
Fernand Bouisson werd op 16 juni 1874 geboren in Constantine (Algerije). In 1906 werd hij gekozen tot burgemeester (maire) van Aubagne, departement Bouches-du-Rhône. Van 1909 en 1940 vertegenwoordigde hij het departement Bouches-du-Rhône in de Kamer van Afgevaardigden (Chambre des Députés). Hij had achtereenvolgens zitting in de Kamer van Afgevaardigden voor de Parti Socialite Indépendant (PSI), SFIO en de Parti Républicain-Socialiste (PRS). In het kabinet-Clemenceau II (1918-1919) was hij commissaris voor Marine en Maritieme Transporten.
Fernand Bouisson was van 11 januari 1927 tot 31 mei 1936 was hij voorzitter van de Kamer van Afgevaardigden.

## Premier
Fernand Bouisson werd op 1 juni 1935 door president Albert Lebrun benoemd tot premier (Président du Conseil) van een eenheidskabinet. In het kabinet van Bouisson ook minister van Binnenlandse Zaken. De Kamer van Afgevaardigden schonk zijn kabinet op 4 juni 1935 niet het vereiste vertrouwen waarna Bouisson aftrad. Hij bleed demissionair premier en minister van Binnenlandse Zaken tot 7 juni 1935.
De verkiezingsoverwinning van het Volksfront (Front Populaire) in 1936 zorgde ervoor dat Bouisson als voorzitter van de Kamer van Afgevaardigden moest aftreden. Hij bleef niettemin Kamerlid en stemde op 10 juli 1940 voor het verlenen van volmachten aan generaal Philippe Pétain. Hierna trok hij zich uit de politiek terug.
Van 1928 tot 1934 was Bouisson voorzitter van de Interparlementaire Unie.
Als parlementslid zette Bouisson zich in voor de verbetering van het parlementaire werk. In 1935 diende hij een wetsvoorstel in om het elctrische stemmen in te voeren.
Fernand Bouisson overleed op 85-jarige leeftijd in Antibes, departement Alpes-Maritimes.